# 米德韋冰川

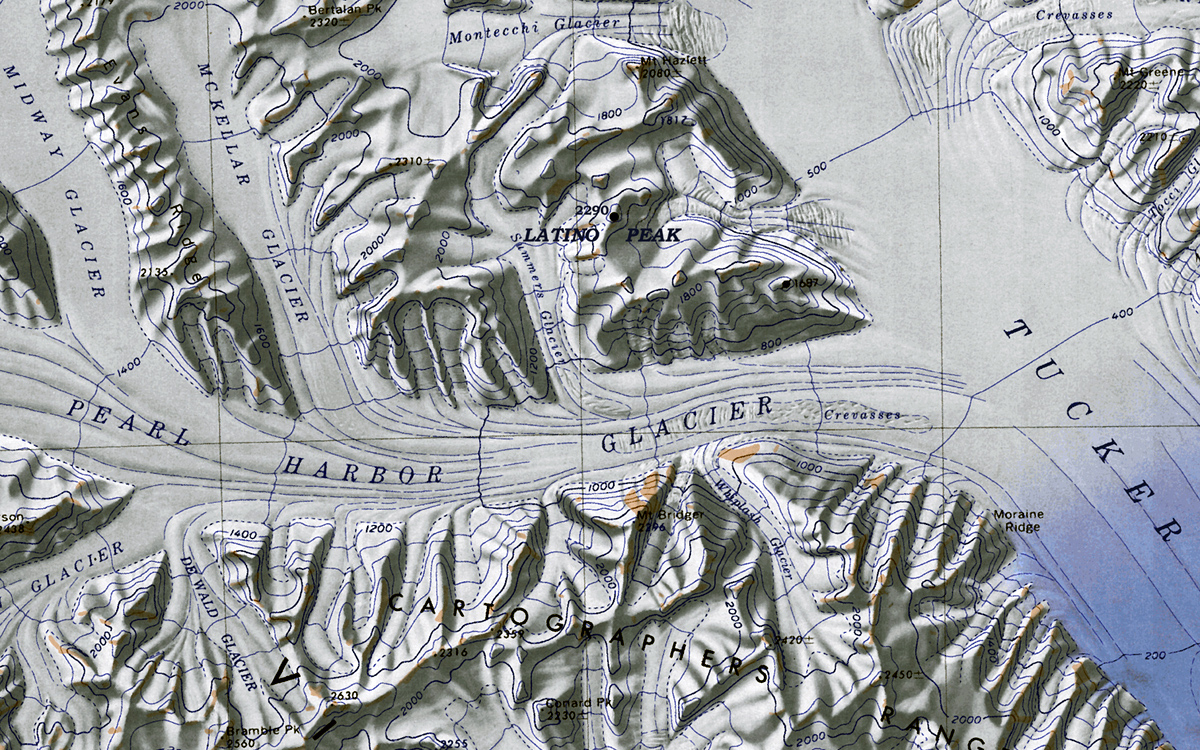

米德韋冰川（英語：Midway Glacier）是南極洲的冰川，位於維多利亞地的博克格雷溫克海岸，處於勝利山脈地區，流經埃文斯嶺西部，最終注入珍珠港冰川，現時由南極條約體系管理。

## 外部連結
. . United States Geological Survey.   [2013-09-24].
72°10′S 166°50′E / 72.167°S 166.833°E